# تپه قلعه کوتی
تپه قلعه کوتی در شهرستان سیاهکل، بخش دیلمان، دهستان پیرکوه، روستای پیشکیل جان واقع شده و این اثر در تاریخ ۲۷ اسفند ۱۳۸۶ با شمارهٔ ثبت ۲۲۵۲۶ به‌عنوان یکی از آثار ملی ایران به ثبت رسیده‌است.